# Thomas Nordgren
Fritz Thomas Nordgren (Solna, 10 agosto 1956) è un ex cestista svedese.

## Carriera
Ha giocato nel Solna IF. Con la Svezia ha preso parte ai Giochi olimpici 1980 (classificandosi al 10º posto) e ai FIBA EuroBasket 1983 (chiusi al 12º posto).